# Zandile Ndhlovu
Pour les articles homonymes, voir Ndhlovu.
Zandile Ndhlovu (née en 1989) est une écologiste, militante sociale et cinéaste sud-africaine qui est la première instructrice d'apnée noire du pays. Elle est la fondatrice de la Black Mermaid Foundation. En novembre 2023, Ndhlovu est nommée sur la liste des 100 femmes de la BBC.

## Biographie
Ndhlovu naît le 25 août 1989 et grandit dans le township de Soweto, suituée dans la banlieue périphérique de Johannesburg. 
Elle n’est jamais allée à la piscine ni n’a appris à nager lorsqu’elle est petite, jusqu’à l’âge de onze ans, lorsqu’elle s’est inscrite dans une école multiraciale. 
Elle est auparavant consultante spécialisée dans l’égalité, la diversité et l’inclusion. Son amour de la mer se développe après être allée à Bali, en Indonésie, et avoir expérimenté la plongée avec tuba pour la première fois. En parcourant Instagram, elle découvre l'apnée et obtient son diplôme d'instructrice de plongée sous-marine. Ndlovu devient la première femme noire instructrice de plongée d'Afrique du Sud et elle est affectueusement surnommée la sirène noire. En 2020, elle fonde la Black Mermaid Foundation. 
A Langa, proche du Cap, elle commence à travailler avec un groupe communautaire. Elle leur apprend à nager et à faire de la plongée avec tuba dans l'eau, et les sensibilise également aux effets des déchets plastiques sur la faune.

## Distinctions
- Lauréat de la catégorie « cinéaste en herbe » du Cape Union Mart Adventure Film Challenge [4]
- Prix Torchbearer 2021 (PADI)
- Intervenante Tedx [5]
- Bourse de réalisation cinématographique Jackson Wild 2021 [6]
- Créateur de la marque Corona et Free Range Humans [7]
- Présentée sur la couverture du magazine MSAFIRI – Kenya Airways Inflight (octobre 2023) [8]
- 100 Femmes de la BBC, 2023 [9]